# Dębina (Łęg)
Dębina – część wsi Łęg w Polsce położona w województwie mazowieckim, w powiecie piaseczyńskim, w gminie Konstancin-Jeziorna.
W latach 1975–1998 miejscowość należała administracyjnie do województwa warszawskiego.